# محافظة سانغوون
محافظة سانغون هي محافظة تقع في هوانغهاي الشمالية، كوريا الشمالية.